# Emperador Cuauhtémoc
Emperador Cuauhtémoc es una localidad del municipio de Juárez ubicado en el noroeste del estado mexicano de Chiapas.

## Geografía
La localidad de Emperador Cuauhtémoc se sitúa en las coordenadas geográficas 17°44′13″N 93°06′05″O / 17.736944, -93.101389, a una elevación de 7 metros sobre el nivel del mar.

## Demografía
Según el Conteo de Población y Vivienda 2005, efectuado por el Instituto Nacional de Estadística y Geografía, Emperador Cuauhtémoc tenía 25 habitantes, en 2010 la población era de 22 habitantes, y para 2020 había 20 habitantes de los cuales 11 son del sexo masculino y 9 del sexo femenino.
| Gráfica de evolución demográfica de Emperador Cuauhtémoc entre 2005 y 2020 |
|                                                                            |
| INEGI.                                                                     |